# Dalibor Riccardi
Dalibor Riccardi (Borgo Maggiore, 4 de septiembre de 1983) es un político y exfutbolista sanmarinense que fue uno de los dos capitanes Regentes (doble jefe de Estado) de San Marino desde octubre de 2024 hasta abril de 2025.

## Biografía
Riccardi nació el 4 de septiembre de 1983 en Borgo Maggiore, San Marino.  Asistió a la Universidad de Urbino en Italia, graduándose con un título en ciencias jurídicas. Trabaja en el sector privado como empleado. Le apasionan los deportes y compitió en fútbol y pádel. Riccardi compitió varios años en la máxima división de fútbol de San Marino, Campionato Sammarinese di Calcio, comenzando su carrera con S.S. Cosmos en 2008.
Un defensor, Riccardi apareció en cuatro partidos para Cosmos en la temporada 2009-10. También dividió la temporada con SP La Fiorita, para la que jugó seis partidos.  Fue miembro de S.S. Folgore Falciano Calcio de 2010 a 2013, jugando en 40 partidos mientras marcaba dos goles. Comenzó la temporada 2013-14 con el AC Libertas, anotando un gol mientras hacía siete apariciones, antes de regresar a Folgore para el final de la temporada, ayudándoles a ser los subcampeones de la liga. Riccardi concluyó su carrera con AC Virtus de 2014 a 2016, para la que hizo 11 apariciones. Terminó su carrera en el Campionato Sammarinese di Calcio habiendo hecho 71 apariciones, marcando tres goles.
Riccardi comenzó su carrera política en 2010, siendo elegido para el consejo de Serravalle, donde sirvió dos periodos. En 2016, fue elegido para el parlamento de San Marino, el Gran Consejo General, como miembro del Partido de los Socialistas y Demócratas (PSD).  Juró en el parlamento durante el tiempo que su padre, Marino Riccardi, se desempeñaba como Capitán Regente.  Fue nombrado líder del PSD, pero más tarde anunció que abandonaría el partido en 2018, formando un nuevo partido, Riforme e Sviluppo (RES), junto con varios otros que habían abandonado el PSD.
Después de ser reelegido en 2019, Riccardi ayudó a formar el partido Libera San Marino (Libera) en 2020, del que se convirtió en presidente. En el Gran Consejo y General, se convirtió en miembro de las comisiones de asuntos exteriores, las políticas territoriales. Su partido formó una alianza con el Partido Socialista (PS) para las elecciones generales de 2024, y más tarde ese año, fue elegido uno de los dos Capitanes Regentes (con Francesca Civerchia) para el mandato de seis meses a partir de octubre de 2024.